# Kirsberry
Kirsberry är ett danskt körsbärsvin och körsbärslikör. Det har tillverkats sedan 1891 enligt ett danskt familjerecept.
Utmärkande för den svarta flaskan är att den bär ett litet guldfärgat vinglas på halsen, med fond av en svart tallrik.